# Costa Pacifica
Costa Pacifica è una nave da crociera della compagnia genovese Costa Crociere.

## Storia
È stata costruita dai cantieri navali della Fincantieri di Genova Sestri Ponente ed è stata battezzata a Genova il 5 giugno 2009 assieme alla Costa Luminosa entrando così nel Guinness dei Primati per il primo battesimo di due navi in contemporanea.
Nel 2009 la Costa Pacifica è stata lo scenario del telefilm Rex.

## Caratteristiche
La nave dispone di 1 504 cabine, di cui 91 all'interno dell'area benessere, 521 con balcone privato, 58 suite tutte con balcone privato e 12 all'interno dell'area benessere. Ha un centro benessere denominato Samsara Spa, uno tra i più grandi su una nave da crociera al momento della costruzione (6000 m²) con cabine ad accesso diretto e il ristorante Samsara, che offre menu equilibrati all'insegna del benessere. Possiede, inoltre 4 piscine di cui due dotate di copertura semovente di cristallo, una a poppa e una al centro della nave. L'area piscina centrale è dotata di un maxi schermo cinematografico di 18 m².

### I Ponti diCosta Pacifica
La musica è il filo conduttore della nave e ad essa sono dedicati i 13 ponti passeggeri:
- Ponte 1: Notturno
  - cabine ospiti
- Ponte 2: Adagio
  - cabine ospiti
- Ponte 3: Mood
  - Teatro Stardust, a prua
  - Atrio Welcome, a centro nave
  - Ristorante My Way, a centro nave
  - Ristorante New York New York, a poppa
- * Ponte 4: Groove
  - Teatro Stardust, a prua
  - Atrio Welcome, a centro nave
  - Ristorante My Way, a centro nave
  - Ristorante New York New York, a poppa
- Ponte 5: Swing
  - Teatro Stardust, a prua
  - Grand Bar Rhapsody, a centro nave
  - Salone Around the Clock, a poppa
- Ponte 6: Bohème
  - cabine ospiti

- Ponte 7: Alhambra
  - cabine ospiti
- Ponte 8: Ludwig
  - cabine ospiti
- Ponte 9: Azzurro
  - cabine ospiti
  - Lido Calypso, a centro nave
  - Ristorante Buffet La Paloma, a centro nave
  - Lido Ipanema, a poppa
- Ponte 10: Satie
  - cabine ospiti
  - Ristorante Buffet La Paloma, a centro nave
- Ponte 11: Feel Good
  - Centro Benessere Samsara, a prua
  - cabine ospiti
  - Lido La Bamba, a centro nave
  - Ristorante Club Blue Moon, a centro nave
- Ponte 12: Summertime
  - Centro Benessere Samsara, a prua
- Ponte 14: Volare

## Navi gemelle
- Costa Concordia (naufragata all'Isola del Giglio)
- Costa Serena
- Costa Favolosa
- Costa Fascinosa
- Carnival Splendor

## Galleria d'immagini

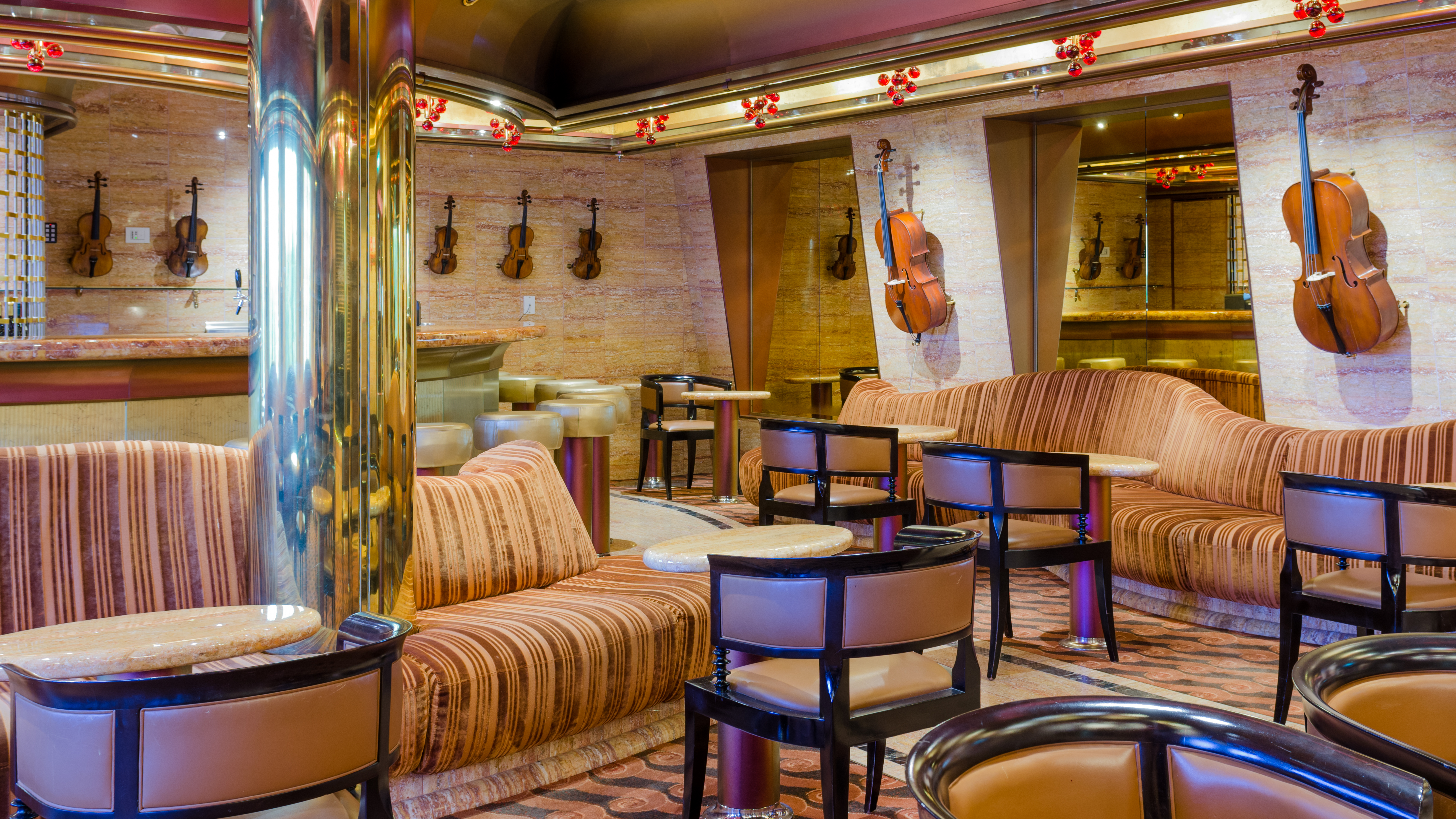
Sala da ballo Wien Wien
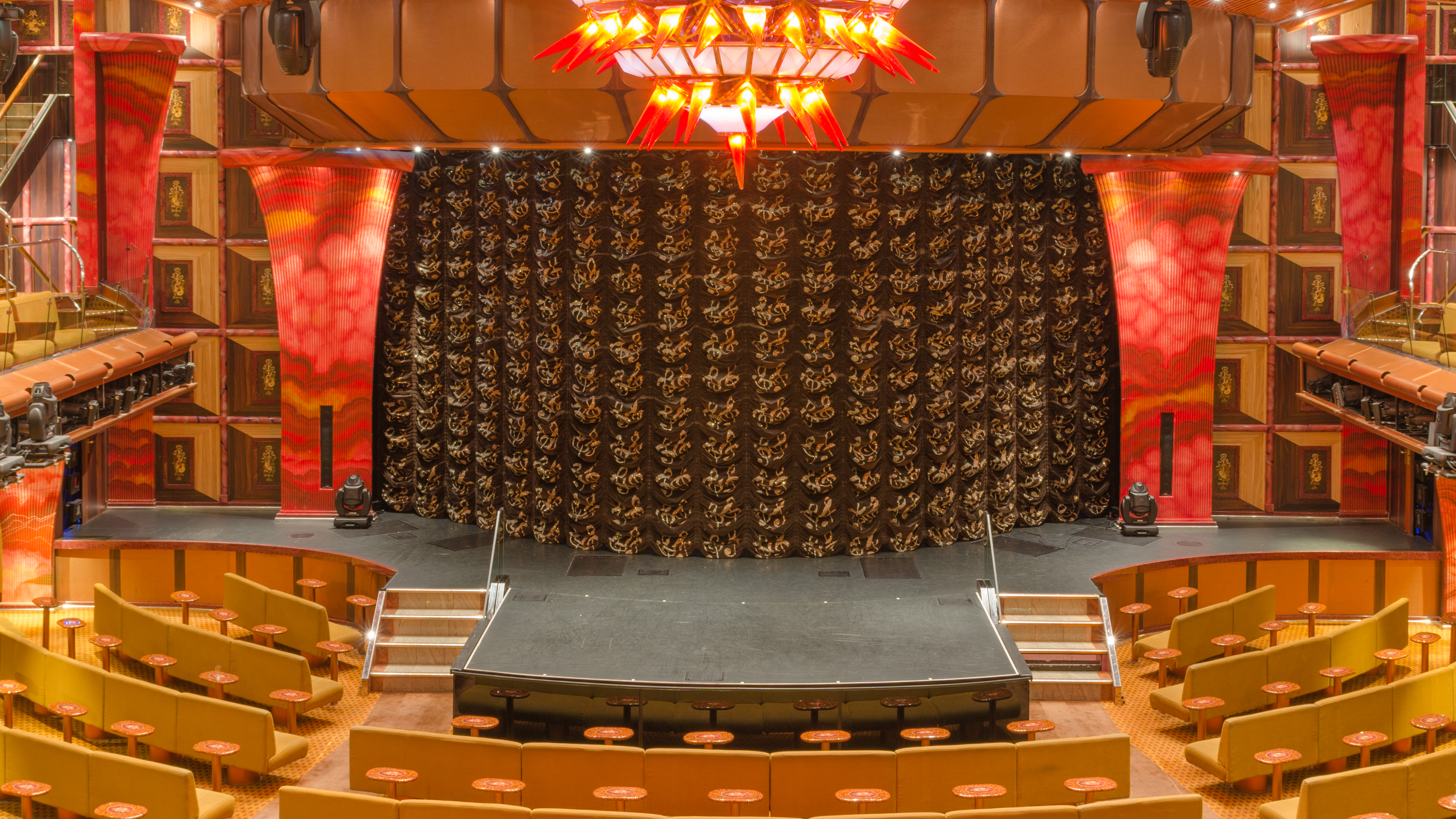
Teatro Stardust
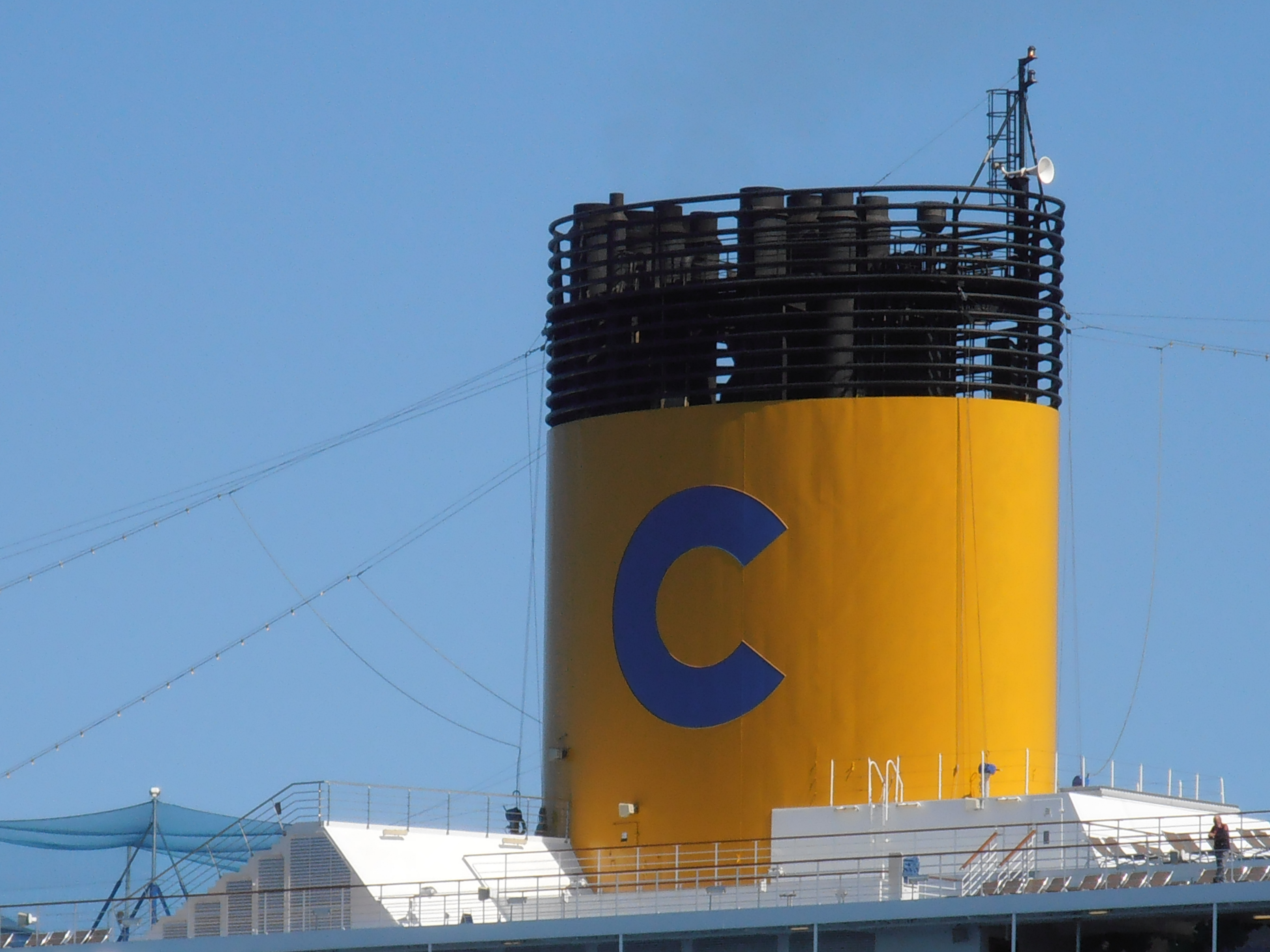
Il fumaiolo di Costa Pacifica
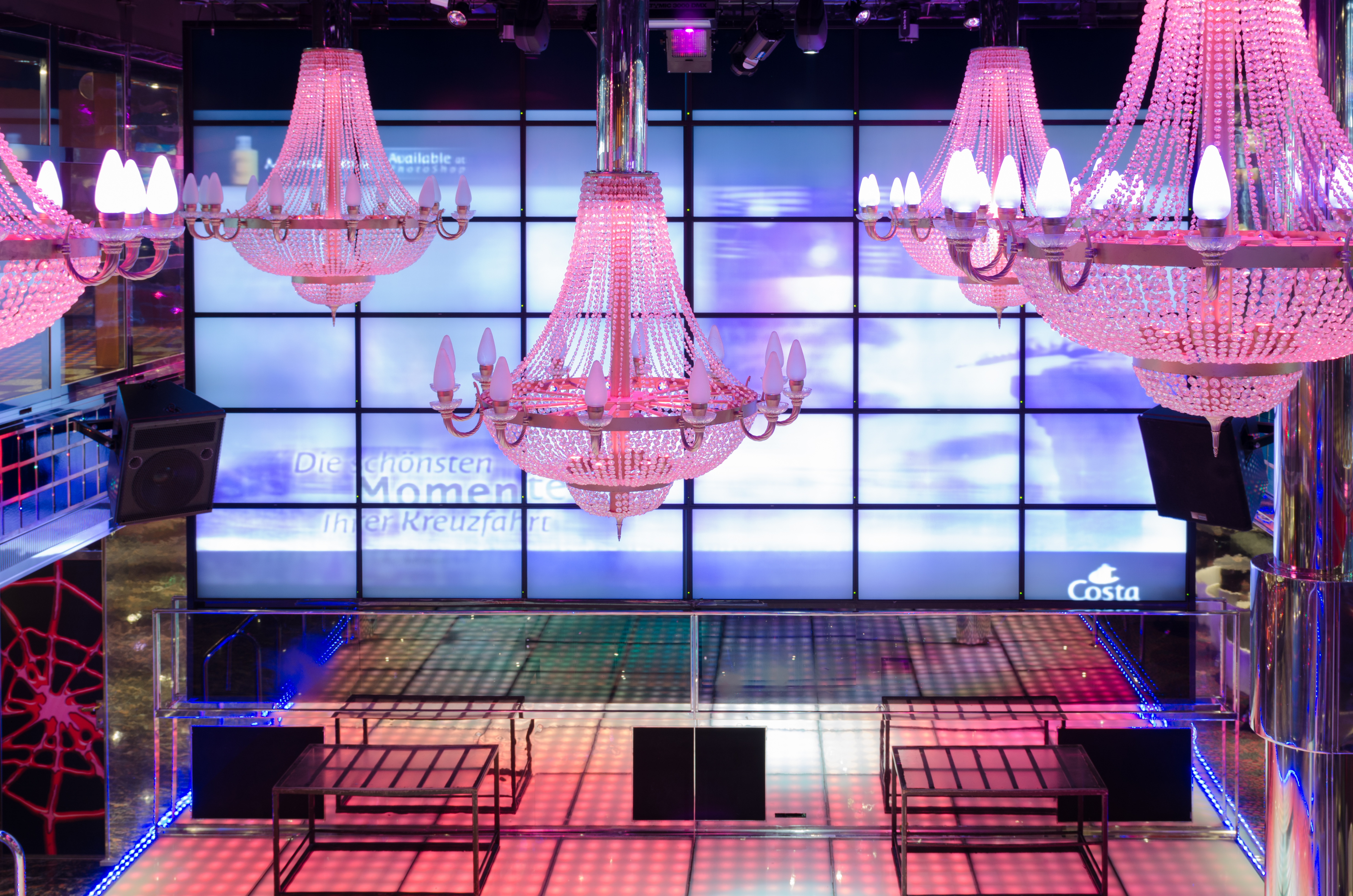
Discoteca
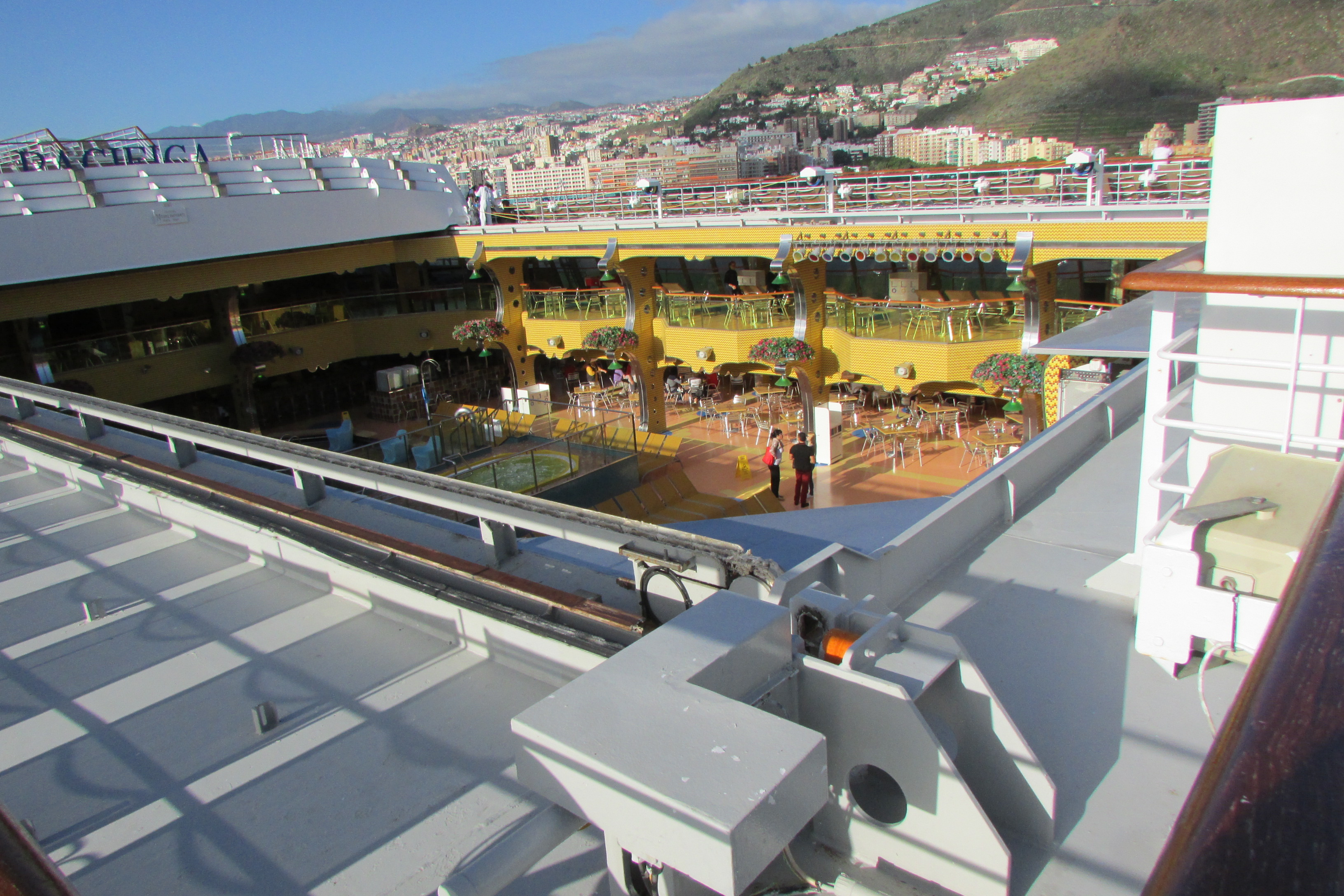
Jacuzzi
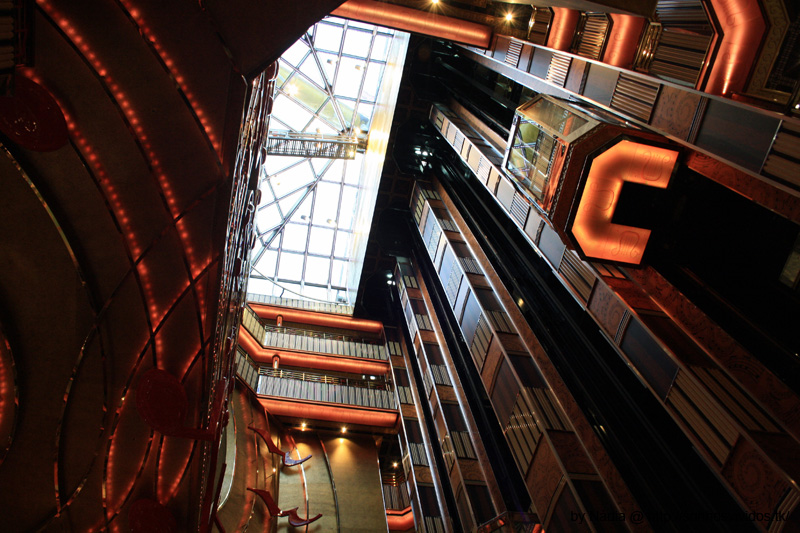
Ascensori
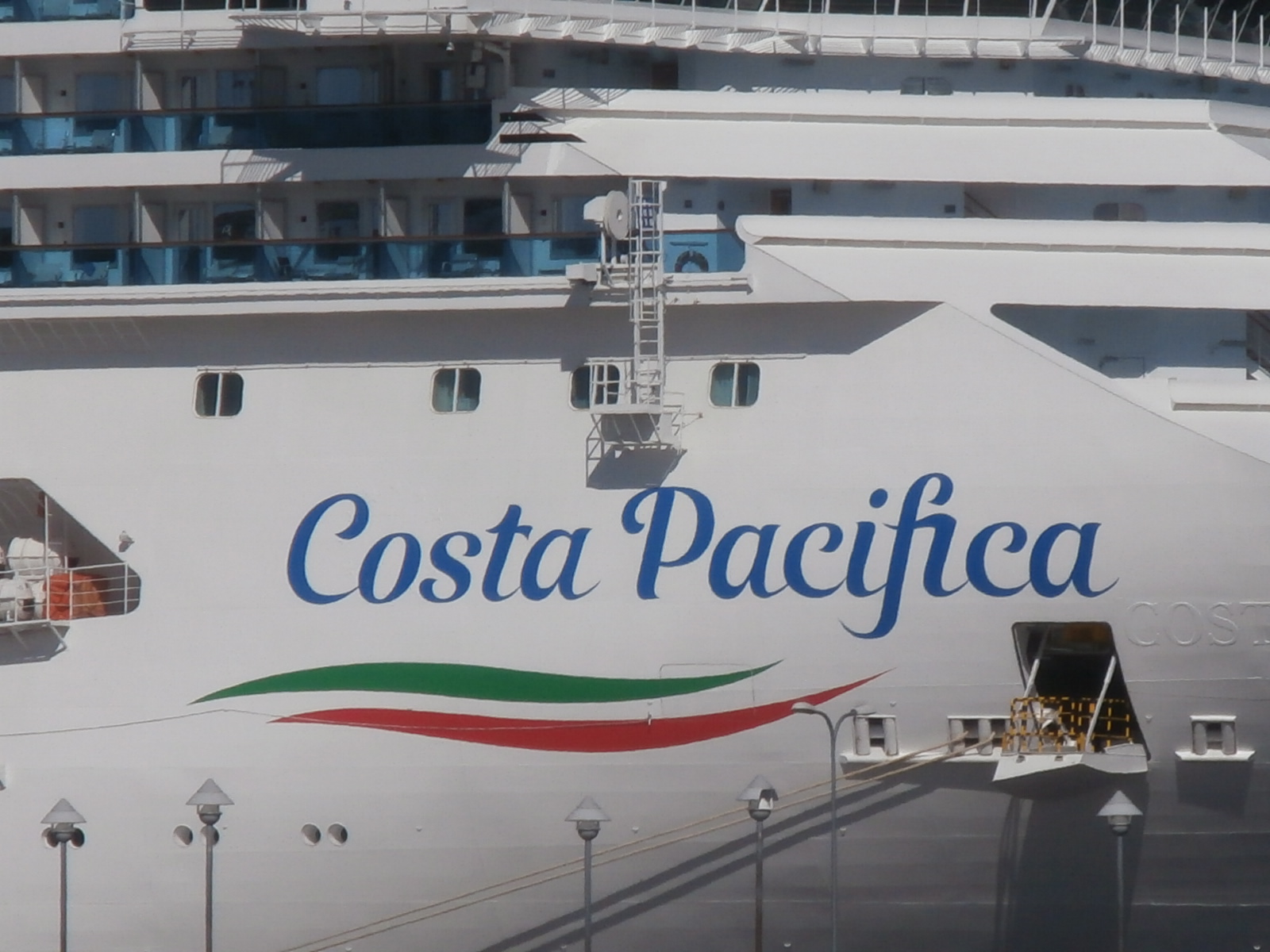
Costa Pacifica
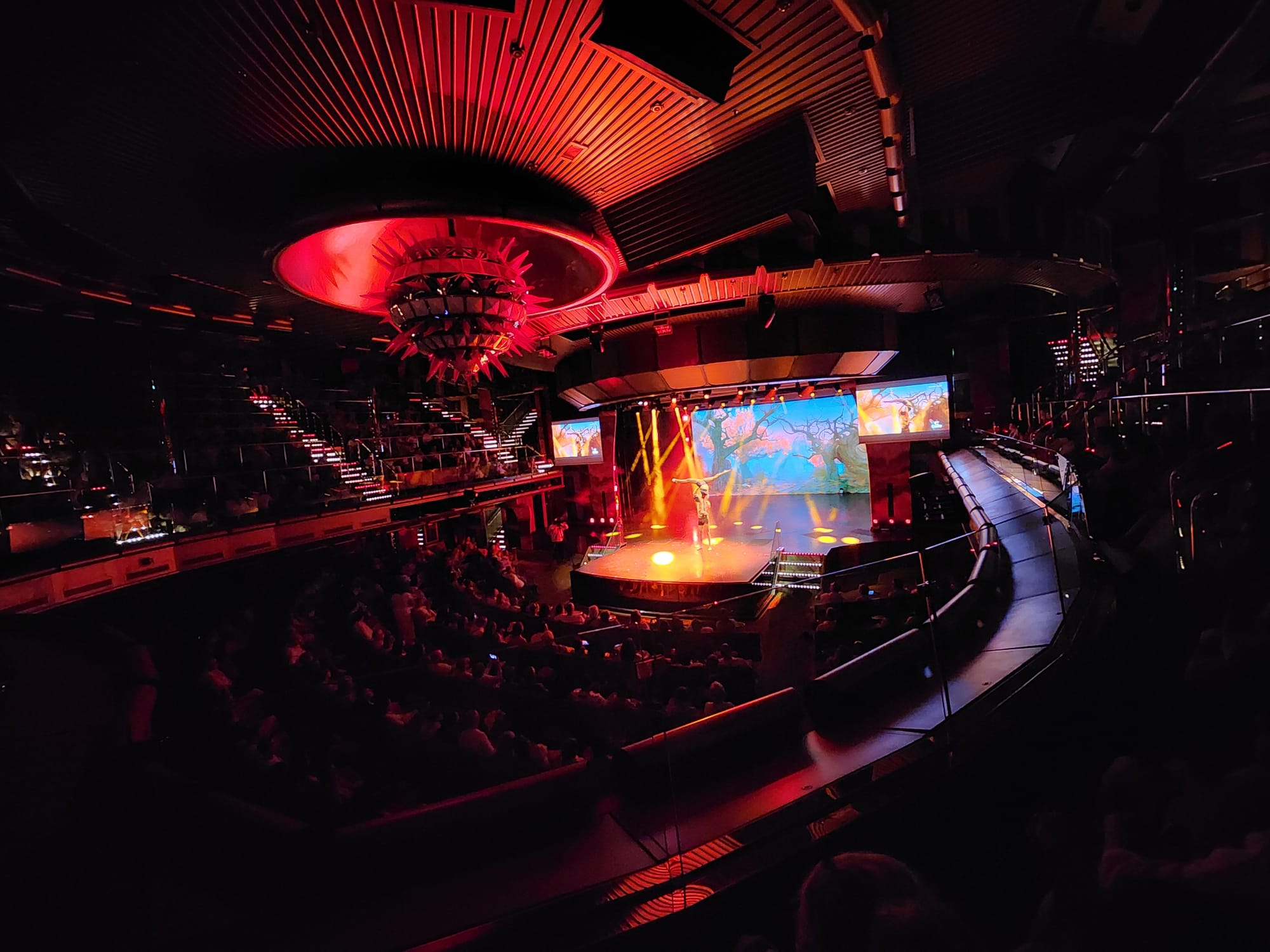
Uno spettacolo nel teatro di bordo